# Micalula
Micalula is een geslacht van spinnen uit de familie springspinnen (Salticidae).

## Soorten
De volgende soorten zijn bij het geslacht ingedeeld:
- Micalula longithorax (Petrunkevitch, 1925)